# 各務英明
各務 英明（かがみ ひであき、1941年（昭和16年） - ）は、日本のジャーナリスト、元産経新聞整理部長。

## 略歴・人物
岐阜県生まれ。1964年（昭和39年）同志社大学文学部卒業。産経新聞社大阪本社に入社し、中部総局、京都支局、社会部、夕刊フジを経て、産経新聞整理部長、夕刊フジ関西総局次長兼整理部長などを歴任。退職後は大阪成蹊大学現代経営情報学部、大阪成蹊短期大学の非常勤講師も務めた。
産経新聞時代、同社の実在する15人家族の新聞記者一家のルポルタージュを出版。1991年（平成3年）この本を原作としてTBSテレビが女優・岡江久美子を主役にしたホームドラマ番組「天までとどけ」を制作。「愛の劇場」枠で放送され、シリーズの最高視聴率19％という昼のドラマとしては驚異的な高視聴率を記録、幾度も続編が作られ2004年まで続き話題となった。

## 著書

### 単著
- 『受験戦士たちはいま　燃える青春 予備校生の366日』（世界思想社、1982年）
- 『殉教　戦国キリシタン武将・内藤如安の生涯』（朝日ソノラマ、1988年）
- 『報道とマスメディア』（酒井書店、2006年）

### 共著
- 『天までとどけ　大山家の八男五女』（グラフ社、1985年） - 産経新聞の同僚、坂井清との共著